# Janine Écochard
Pour les articles homonymes, voir Ecochard.
Janine Écochard, née le 14 septembre 1938 à Nice (Alpes-Maritimes), est une femme politique française.

## Biographie
Janine Écochard a été condamnée en 1998 dans le cadre du volet marseillais de l'Affaire Urba (système de financement occulte du Parti socialiste de 1987 à 1989). 
Peu avant le jugement de l'affaire, en 1998, elle renonce à se présenter dans la cinquième circonscription des Bouches-du-Rhône, de même que Philippe Sanmarco dans la troisième.

## Détail des fonctions et des mandats

### Mandats locaux
- 1995 - 2002 : Conseillère municipale de Marseille
- 1998 - 2015 : Conseillère générale du canton de Marseille-La Capelette (réélue en 2004 et 2011)
- à partir de 2011 : Vice-présidente du Conseil général des Bouches-du-Rhône déléguée à l'éducation

### Mandat parlementaire
- 12 juin 1988 - 1er avril 1993 : députée de la cinquième circonscription des Bouches-du-Rhône

## Distinctions
Janine Écochard est nommée chevalier de l'ordre national de la Légion d'honneur le 31 décembre 2012 au titre de « conseillère générale des Bouches-du-Rhône ; 34 ans de services ».